# Нафтиламины
Нафтиламины — органические вещества, производные нафталина, первичные амины с общей формулой C10H7—NH2 и молекулярной массой 143,18 г/моль.

## Номенклатура
Нафтиламин имеет два изомера по положению заместителя — аминогруппы:

Изомеры нафтиламина
1-нафтиламин (α-нафтиламин)
2-нафтиламин (β-нафтиламин)

## Получение
- α-Нафтиламин впервые получил Н. Н. Зинин восстановлением 1-нитронафталина сульфидом аммония (реакция Зинина):

- Также нитронафталин можно восстановить железом или цинком в кислой среде.
- α-Нафтиламин можно получить нагреванием α-нафтола с комплексом хлорида цинка с аммиаком.
- 2-Нафтиламин обычно получают из β-нафтола, нагревая его под давлением с раствором сульфита аммония и аммиака (Реакция Бухерера).
- Нафтиламины можно получить нагреванием соответствующих нафтойных кислот с гидроксиламином и полифосфорной кислотой.

## Физические свойства
Нафтиламины представляют собой бесцветные кристаллы, темнеющие на воздухе, хорошо растворяются в этаноле, диэтиловом эфире, плохо — в воде, возгоняются, перегоняются с водяным паром.
| Показатель       | 1-нафтиламин       | 2-нафтиламин |
| ---------------- | ------------------ | ------------ |
| Tпл°C            | 48,6               | 112          |
| Tкип°C           | 300,8; 16012 мм Hg | 306,1        |
| Плотность, г/см³ | 1,1229 25 °C       | 1,0614 98 °C |
| pK прот          | 3,96 22 °C         | 4,14 27 °C   |

## Химические свойства
По химическим свойствам нафтиламины — типичные ароматические амины:
- образуют соли с сильными неорганическими кислотами (протонируются)

C10H7—NH2 + H+ → C10H7—NH3+
- при нагревании с органическими кислотами нафтиламины ацилируются:

C10H7—NH2 + CH3—COOH → C10H7—NH—CO—CH3
- в щелочных и кислых растворах при нагревании до 180 °C (а в водных растворах при 400 °C) нафтиламины превращаются в соответствующие нафтолы.

## Применение
- 1-Нафтиламин — полупродукт в синтезе азокрасителей, исходное вещество в производстве аминонафталинсульфокислот, 1-нафтола, некоторых гербицидов и пигментов. N-Фенил-1-нафтиламин и N-фенил-2-нафтиламин — антиоксиданты каучуков.
- 2-Нафтиламин — сильный канцероген и химическая промышленность его не производит.